# Leichtathletik-Afrikameisterschaften 2002

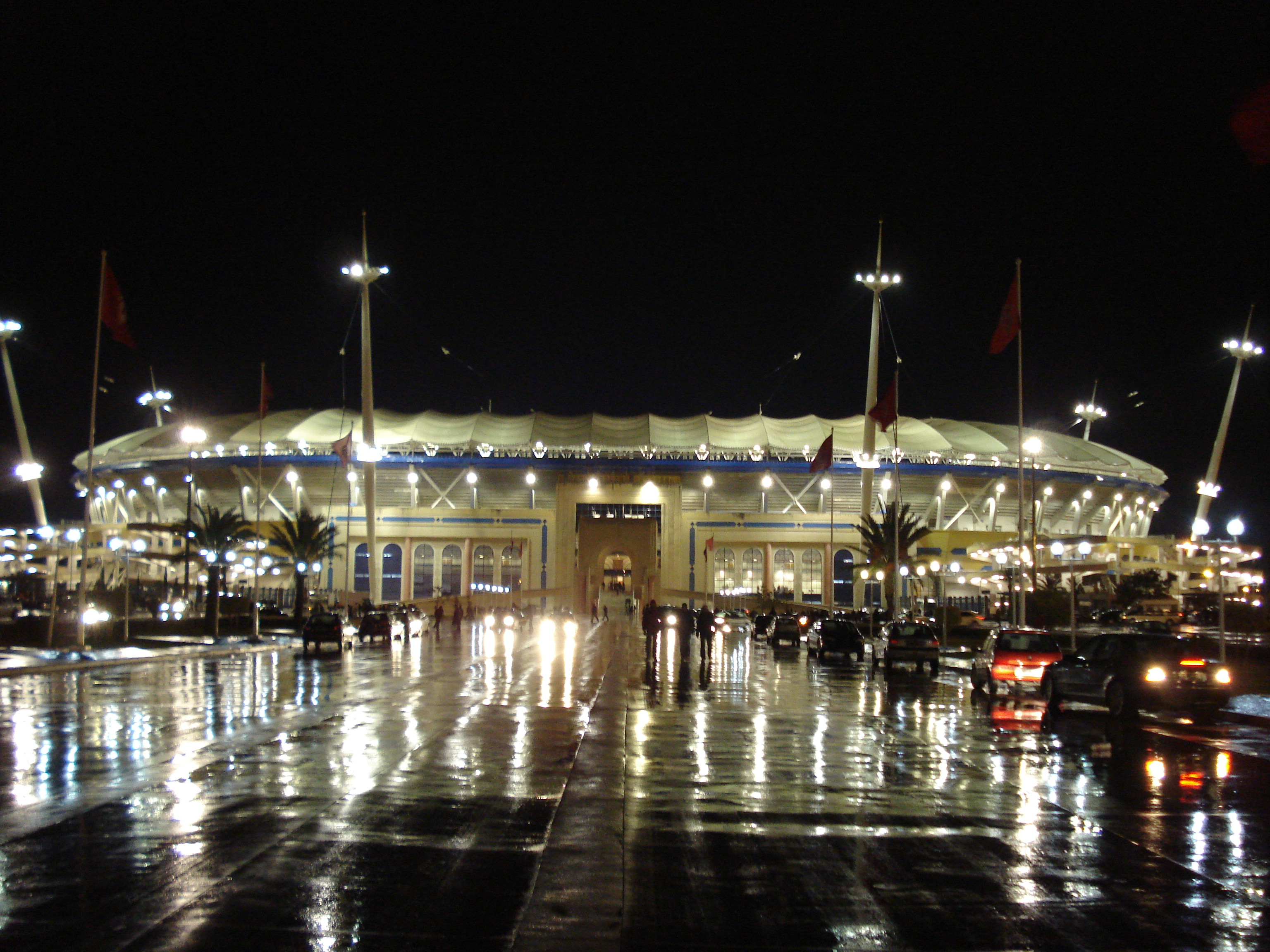
Das Stadion des 7. November in Radès, Austragungsstätte der Leichtathletik-Afrikameisterschaften 2002.

Die 13. Leichtathletik-Afrikameisterschaften fanden vom 6. bis 10. August 2002 im Stadion des 7. November in Radès bei Tunis statt. Wettbewerbe wurden in 22 Disziplinen für Männer und 21 Disziplinen für Frauen ausgetragen. Für den 3000-Meter-Hindernislauf der Männer gab es keine entsprechenden Wettkampf für die Frauen. Insgesamt nahmen 417 Athleten aus 42 Ländern teil.
Etliche Leistungen in den Sprint- und Weitsprung-Wettbewerben wurden durch teilweise starken Rückenwind begünstigt. Die erfolgreichsten Athleten waren Frank Fredericks aus Namibia (100 m, 200 m), Janus Robberts aus Südafrika (Kugelstoßen, Diskuswurf), Kaltouma Nadjina aus dem Tschad (200 m, 400 m) und Françoise Mbango Etone aus Kamerun (Weitsprung, Dreisprung) mit jeweils zwei Goldmedaillen.
Mit Éric Milazar (MRI, 400 m), Djabir Saïd Guerni (ALG, 800 m), Abderrahmane Hammad (ALG, Hochsprung), Younès Moudrik (MAR, Weitsprung), Hatem Ghoula (TUN, 20 km Gehen), Syrine Balti (TUN, Stabhochsprung), Monia Kari (TUN, Diskuswurf), Aïda Sellam (TUN, Speerwurf) gelang acht Athleten die Titelverteidigung. Außerdem konnte auch die nigerianische 4-mal-400-Meter-Staffel der Frauen ihren Sieg aus dem Jahr 2000 wiederholen.

## Resultate

### 100 m
| Platz | Athlet           | Land | Zeit (s) |
| ----- | ---------------- | ---- | -------- |
| 1     | Frank Fredericks | NAM  | 09,93    |
| 2     | Uchenna Emedolu  | NGR  | 10,00    |
| 3     | Idrissa Sanou    | BUR  | 10,16    |

(Wind: +3,8 m/s)
| Platz | Athletin           | Land | Zeit (s) |
| ----- | ------------------ | ---- | -------- |
| 1     | Endurance Ojokolo  | NGR  | 11,15    |
| 2     | Myriam Léonie Mani | CMR  | 11,29    |
| 3     | Chinedu Odozor     | NGR  | 11,32    |

(Wind: +4,1 m/s)

### 200 m
| Platz | Athlet            | Land | Zeit (s) |
| ----- | ----------------- | ---- | -------- |
| 1     | Frank Fredericks  | NAM  | 20,10    |
| 2     | Abdul Aziz Zakari | GHA  | 20,33    |
| 3     | Oumar Loum        | SEN  | 20,37    |

(Wind: +2,4 m/s)
| Platz | Athletin           | Land | Zeit (s) |
| ----- | ------------------ | ---- | -------- |
| 1     | Kaltouma Nadjina   | CHA  | 22,80    |
| 2     | Aïda Diop          | SEN  | 23,29    |
| 3     | Myriam Léonie Mani | CMR  | 23,30    |

(Wind: +2,2 m/s)

### 400 m
| Platz | Athlet           | Land | Zeit (s) |
| ----- | ---------------- | ---- | -------- |
| 1     | Éric Milazar     | MRI  | 45,67    |
| 2     | Sofiane Labidi   | TUN  | 45,87    |
| 3     | Marcus la Grange | RSA  | 45,95    |

| Platz | Athletin           | Land | Zeit (s) |
| ----- | ------------------ | ---- | -------- |
| 1     | Kaltouma Nadjina   | CHA  | 51,09    |
| 2     | Mireille Nguimgo   | CMR  | 51,61    |
| 3     | Awatef Ben Hassine | TUN  | 52,22    |

### 800 m
| Platz | Athlet             | Land | Zeit (min) |
| ----- | ------------------ | ---- | ---------- |
| 1     | Djabir Saïd Guerni | ALG  | 1:45,52    |
| 2     | William Yiampoy    | KEN  | 1:45,79    |
| 3     | Mbulaeni Mulaudzi  | RSA  | 1:46,20    |

| Platz | Athletin               | Land | Zeit (min) |
| ----- | ---------------------- | ---- | ---------- |
| 1     | Maria de Lurdes Mutola | MOZ  | 2:03,11    |
| 2     | Agnes Samaria          | NAM  | 2:03,63    |
| 3     | Amina Aït Hammou       | MAR  | 2:03,94    |

### 1500 m
| Platz | Athlet             | Land | Zeit (min) |
| ----- | ------------------ | ---- | ---------- |
| 1     | Bernard Lagat      | KEN  | 3:38,11    |
| 2     | Laban Rotich       | KEN  | 3:38,60    |
| 3     | Abdelkader Hachlaf | MAR  | 3:38,78    |

| Platz | Athletin         | Land | Zeit (min) |
| ----- | ---------------- | ---- | ---------- |
| 1     | Jackline Maranga | KEN  | 4:18,91    |
| 2     | Abir Nakhli      | TUN  | 4:19,02    |
| 3     | Hasna Benhassi   | MAR  | 4:20,15    |

### 5000 m
| Platz | Athlet        | Land | Zeit (min) |
| ----- | ------------- | ---- | ---------- |
| 1     | Paul Bitok    | KEN  | 13:31,95   |
| 2     | Benjamin Limo | KEN  | 13:32,10   |
| 3     | Mohammed Amyn | MAR  | 13:33,98   |

| Platz | Athletin         | Land | Zeit (min) |
| ----- | ---------------- | ---- | ---------- |
| 1     | Berhane Adere    | ETH  | 15:51,08   |
| 2     | Dorcus Inzikuru  | UGA  | 15:54,22   |
| 3     | Ejegayehu Dibaba | ETH  | 15:56,02   |

### 10.000 m
| Platz | Athlet               | Land | Zeit (min) |
| ----- | -------------------- | ---- | ---------- |
| 1     | Paul Malakwen Kosgei | KEN  | 28:44,81   |
| 2     | John Cheruiyot Korir | KEN  | 28:45,23   |
| 3     | Benjamin Maiyo       | KEN  | 28:45,24   |

| Platz | Athletin        | Land | Zeit (min) |
| ----- | --------------- | ---- | ---------- |
| 1     | Susan Chepkemei | KEN  | 31:45,14   |
| 2     | Leah Malot      | KEN  | 32:00,78   |
| 3     | Eyerusalem Kuma | ETH  | 32:21,60   |

### 110 m Hürden / 100 m Hürden
| Platz | Athlet                       | Land | Zeit (s) |
| ----- | ---------------------------- | ---- | -------- |
| 1     | Shaun Bownes                 | RSA  | 13,36    |
| 2     | Joseph-Berlioz Randriamihaja | MAD  | 13,80    |
| 3     | Sultan Tucker                | LBR  | 13,98    |

(Wind: +4,8 m/s)
| Platz | Athletin        | Land | Zeit (s) |
| ----- | --------------- | ---- | -------- |
| 1     | Rosa Rakotozafy | MAD  | 13,13    |
| 2     | Angela Atede    | NGR  | 13,16    |
| 3     | Kéné Ndoye      | SEN  | 13,72    |

(Wind: +2,5 m/s)

### 400 m Hürden
| Platz | Athlet            | Land | Zeit (s) |
| ----- | ----------------- | ---- | -------- |
| 1     | Llewellyn Herbert | RSA  | 49,76    |
| 2     | Willie Smit       | NAM  | 50,03    |
| 3     | Héni Kechi        | TUN  | 50,44    |

| Platz | Athletin            | Land | Zeit (s) |
| ----- | ------------------- | ---- | -------- |
| 1     | Zahra Lachguer      | MAR  | 57,91    |
| 2     | Carole Kaboud Mebam | CMR  | 58,11    |
| 3     | Mame Tacko Diouf    | SEN  | 58,86    |

### 3000 m Hindernis
| Platz | Athlet               | Land | Zeit (min) |
| ----- | -------------------- | ---- | ---------- |
| 1     | Brahim Boulami       | MAR  | 8:19,51    |
| 2     | Wilson Boit Kipketer | KEN  | 8:20,92    |
| 3     | Stephen Cherono      | KEN  | 8:23,85    |

### 20 km Gehen / 10 km Gehen
| Platz | Athlet          | Land | Zeit (h) |
| ----- | --------------- | ---- | -------- |
| 1     | Hatem Ghoula    | TUN  | 1:26:42  |
| 2     | Moussa Aouanouk | ALG  | 1:30:27  |
| 3     | Karim Boudhiba  | TUN  | 1:35:05  |

| Platz | Athlet             | Land | Zeit (min) |
| ----- | ------------------ | ---- | ---------- |
| 1     | Nagwa Ibrahim Ali  | EGY  | 49:26 (CR) |
| 2     | Bahia Boussad      | ALG  | 49:57      |
| 3     | Grace Wanjiru Njue | KEN  | 51:35      |

### Hochsprung
| Platz | Athlet              | Land | Höhe (m) |
| ----- | ------------------- | ---- | -------- |
| 1     | Abderrahmane Hammad | ALG  | 2,25     |
| 2     | Kabelo Mmono        | BOT  | 2,10     |
| 3     | Mohamed Bradai      | ALG  | 2,10     |

| Platz | Athletin        | Land | Höhe (m)  |
| ----- | --------------- | ---- | --------- |
| 1     | Hestrie Cloete  | RSA  | 1,95 (CR) |
| 2     | Amina Lemgherbi | ALG  | 1,70      |
| 3     | Hanène Dhouibi  | TUN  | 1,70      |

### Weitsprung
| Platz | Athlet         | Land | Weite (m) |
| ----- | -------------- | ---- | --------- |
| 1     | Younès Moudrik | MAR  | 8,06      |
| 2     | Hatem Mersal   | EGY  | 8,02      |
| 3     | Nabil Adamou   | ALG  | 7,98      |

| Platz | Athletin               | Land | Weite (m) |
| ----- | ---------------------- | ---- | --------- |
| 1     | Françoise Mbango Etone | CMR  | 6,68      |
| 2     | Kéné Ndoye             | SEN  | 6,45      |
| 3     | Chinedu Odozor         | NGR  | 6,39      |

### Dreisprung
| Platz | Athlet          | Land | Weite (m) |
| ----- | --------------- | ---- | --------- |
| 1     | Olivier Sanou   | BUR  | 17,06     |
| 2     | Andrew Owusu    | GHA  | 17,02     |
| 3     | Abdou Demba Lam | SEN  | 16,34     |

| Platz | Athletin               | Land | Weite (m)  |
| ----- | ---------------------- | ---- | ---------- |
| 1     | Françoise Mbango Etone | CMR  | 14,95 (CR) |
| 2     | Kéné Ndoye             | SEN  | 14,28      |
| 3     | Baya Rahouli           | ALG  | 13,78      |

### Stabhochsprung
| Platz | Athlet           | Land | Höhe (m) |
| ----- | ---------------- | ---- | -------- |
| 1     | Karim Sène       | SEN  | 5,00     |
| 2     | Béchir Zaghouani | MAR  | 4,90     |
| 3     | Mohamed Benyahia | ALG  | 4,80     |

| Platz | Athletin     | Land | Höhe (m)  |
| ----- | ------------ | ---- | --------- |
| 1     | Syrine Balti | TUN  | 4,06 (CR) |
| 2     | Aïda Mohsni  | TUN  | 3,60      |
| 3     | Asma Akkari  | TUN  | 3,40      |

### Speerwurf
| Platz | Athlet                   | Land | Weite (m) |
| ----- | ------------------------ | ---- | --------- |
| 1     | Gehardus Pienaar         | RSA  | 78,63     |
| 2     | Walid Abderrazak Mohamed | EGY  | 70,86     |
| 3     | Mohamed Ali Ben Zina     | TUN  | 66,69     |

| Platz | Athletin          | Land | Weite (m)  |
| ----- | ----------------- | ---- | ---------- |
| 1     | Aïda Sellam       | TUN  | 55,46 (CR) |
| 2     | Sorochukwu Ihuefo | NGR  | 55,30      |
| 3     | Bernadette Ravina | MRI  | 51,49      |

### Diskuswurf
| Platz | Athlet                | Land | Weite (m) |
| ----- | --------------------- | ---- | --------- |
| 1     | Janus Robberts        | RSA  | 54,32     |
| 2     | Walid Boudaoui        | ALG  | 49,49     |
| 3     | Omar Ahmed el-Ghazaly | EGY  | 48,17     |

| Platz | Athletin           | Land | Weite (m) |
| ----- | ------------------ | ---- | --------- |
| 1     | Monia Kari         | TUN  | 55,28     |
| 2     | Vivian Chukwuemeka | NGR  | 54,12     |
| 3     | Elizna Naudé       | RSA  | 51,89     |

### Kugelstoßen
| Platz | Athlet         | Land | Weite (m) |
| ----- | -------------- | ---- | --------- |
| 1     | Janus Robberts | RSA  | 19,73     |
| 2     | Hicham Aït Aha | MAR  | 17,18     |
| 3     | Mohamed Meddeb | TUN  | 16,40     |

| Platz | Athletin              | Land | Weite (m)  |
| ----- | --------------------- | ---- | ---------- |
| 1     | Vivian Chukwuemeka    | NGR  | 17,60 (CR) |
| 2     | Amel Ben Khaled       | TUN  | 15,94      |
| 3     | Wafaa Ismail Baghdadi | EGY  | 15,43      |

### Hammerwurf
| Platz | Athlet                     | Land | Weite (m)  |
| ----- | -------------------------- | ---- | ---------- |
| 1     | Chris Harmse               | RSA  | 76,07 (CR) |
| 2     | Yamen Hussein Abdel Moneim | EGY  | 69,19      |
| 3     | Saber Souid                | TUN  | 68,40      |

| Platz | Athletin          | Land | Weite (m)  |
| ----- | ----------------- | ---- | ---------- |
| 1     | Marwa Hussein     | EGY  | 61,64 (CR) |
| 2     | Caroline Fournier | MRI  | 58,39      |
| 3     | Hayat El Ghazi    | MAR  | 58,27      |

### 4-mal-100-Meter-Staffel
| Platz | Land                                                                     | Zeit (s) |
| ----- | ------------------------------------------------------------------------ | -------- |
| 1     | Nigeria Taiwo Ajibade Chinedu Oriala Sunday Emmanuel Uchenna Emedolu     | 39,76    |
| 2     | Senegal Malang Sane Abdou Demba Lam Jacques Sambou Oumar Loum            | 40,08    |
| 3     | Mauritius David Victoire Fernando Augustin Arnaud Casquette Éric Milazar | 40,27    |

| Platz | Land                                                                                        | Zeit (s) |
| ----- | ------------------------------------------------------------------------------------------- | -------- |
| 1     | Südafrika Dikeledi Moropane Geraldine Pillay Dominique Koster Janice Josephs                | 45,60    |
| 2     | Elfenbeinküste Christiane Yao Makaridja Sanganoko Matagari Diazasouba Amandine Allou Affoué | 47,15    |
| 3     | Ghana Georgina Sowah Via Bruce Gifty Addy Aisha Pinamang                                    | 47,41    |

### 4-mal-400-Meter-Staffel
| Platz | Land                                                                              | Zeit (min) |
| ----- | --------------------------------------------------------------------------------- | ---------- |
| 1     | Marokko Abdellatif El Ghazaoui Nabil Jabir Ismael Daif Abdelkarim Khoudri         | 3:09,72    |
| 2     | Mauritius Jean-François Degrâce Fernando Augustin Kursley Montimerdo Éric Milazar | 3:10,14    |
| 3     | Senegal Ousmane Niang Seydina Doucouré Jacques Sambou Oumar Loum                  | 3:14,40    |

| Platz | Land                                                                             | Zeit (min) |
| ----- | -------------------------------------------------------------------------------- | ---------- |
|       | Kamerun Hortense Béwouda Carole Kaboud Mebam Myriam Léonie Mani Mireille Nguimgo | DOP        |
| 2     | Nigeria Hajrat Yusuf Oluyemi Fagbamila Pauline Ibeagha Kudirat Akhigbe           | 3:38,25    |
| 3     | Algerien Houria Moussa Sarah Bouaoudia Naheda Touhami Sara Arrous                | 3:39,70    |

### Zehnkampf/Siebenkampf
| Platz | Athlet          | Land | Punkte    |
| ----- | --------------- | ---- | --------- |
| 1     | Hamdi Dhouibi   | TUN  | 7965 (CR) |
| 2     | Anis Riahi      | TUN  | 7363      |
| 3     | Rédouane Youcef | ALG  | 7089      |

| Platz | Athletin            | Land | Punkte |
| ----- | ------------------- | ---- | ------ |
| 1     | Margaret Simpson    | GHA  | 6105   |
| 2     | Stéphanie Domaingue | MRI  | 5206   |
| 3     | Imène Chatbri       | TUN  | 5103   |

## Medaillenspiegel
| Medaillenspiegel Endstand nach 43 Entscheidungen | Medaillenspiegel Endstand nach 43 Entscheidungen | Medaillenspiegel Endstand nach 43 Entscheidungen | Medaillenspiegel Endstand nach 43 Entscheidungen | Medaillenspiegel Endstand nach 43 Entscheidungen | Medaillenspiegel Endstand nach 43 Entscheidungen |
| Platz                                            | Land                                             | Gold                                             | Silber                                           | Bronze                                           | Gesamt                                           |
| ------------------------------------------------ | ------------------------------------------------ | ------------------------------------------------ | ------------------------------------------------ | ------------------------------------------------ | ------------------------------------------------ |
| 1                                                | Südafrika                                        | 8                                                | -                                                | 3                                                | 11                                               |
| 2                                                | Tunesien                                         | 5                                                | 6                                                | 9                                                | 20                                               |
| 3                                                | Kenia                                            | 5                                                | 6                                                | 3                                                | 14                                               |
| 4                                                | Marokko                                          | 4                                                | 1                                                | 5                                                | 10                                               |
| 5                                                | Nigeria                                          | 3                                                | 5                                                | 2                                                | 10                                               |
| 6                                                | Kamerun                                          | 3                                                | 3                                                | 1                                                | 7                                                |
| 7                                                | Algerien                                         | 2                                                | 4                                                | 6                                                | 12                                               |
| 8                                                | Ägypten                                          | 2                                                | 3                                                | 2                                                | 7                                                |
| 9                                                | Namibia                                          | 2                                                | 2                                                | -                                                | 4                                                |
| 10                                               | Tschad                                           | 2                                                | -                                                | -                                                | 2                                                |
| 11                                               | Senegal                                          | 1                                                | 4                                                | 5                                                | 10                                               |
| 12                                               | Mauritius                                        | 1                                                | 3                                                | 2                                                | 6                                                |
| 13                                               | Ghana                                            | 1                                                | 2                                                | 1                                                | 4                                                |
| 14                                               | Madagaskar                                       | 1                                                | 1                                                | -                                                | 2                                                |
| 15                                               | Äthiopien                                        | 1                                                | -                                                | 2                                                | 3                                                |
| 16                                               | Burkina Faso                                     | 1                                                | -                                                | 1                                                | 2                                                |
| 17                                               | Mosambik                                         | 1                                                | -                                                | -                                                | 1                                                |
| 18                                               | Elfenbeinküste                                   | -                                                | 1                                                | -                                                | 1                                                |
| 18                                               | Uganda                                           | -                                                | 1                                                | -                                                | 1                                                |
| 18                                               | Botswana                                         | -                                                | 1                                                | -                                                | 1                                                |
| 21                                               | Liberia                                          | -                                                | -                                                | 1                                                | 1                                                |